# Christian Engström
Lars Christian Engström (Stoccolma, 9 febbraio 1960) è un politico svedese, europarlamentare per il Partito Pirata.

## Biografia
È nato nel quartiere di Högalid, nella capitale.
Si è laureato nel 1983 in matematica e scienze informatiche presso l'Università di Stoccolma.